# Volksrevolutionäre Partei Benins

Flagge der PRPB

Die Volksrevolutionäre Partei Benins (französisch Parti de la Révolution Populaire du Benin; Abkürzung: PRPB) war eine kommunistische politische Partei in der Volksrepublik Benin (der heutigen Republik Benin).
Sie wurde gegründet im Jahre 1975 von General Mathieu Kérékou. Mit der neuen Verfassung vom 30. November 1975 wurde der PRPB alleinige gesetzliche Partei im Land. Ideologisch war die Partei dem Marxismus-Leninismus verpflichtet.
Bei den Parlamentswahlen von 1979 und 1984 war die einzige Partei, die antreten konnte, der PRPB. Im Jahr 1979 erhielt die Einheitsliste der Partei 1.243.286 Stimmen (97,9 %), und im Jahr 1984 erhielt die Einheitsliste 1.811.208 Stimmen (98,1 %).
Im Jahr 1989 verzichtete die Partei auf den Marxismus-Leninismus als ideologische Leitkultur. Sie blieb allerdings die regierende Kraft von Benin bis 1990.